# Nílusi sügérek

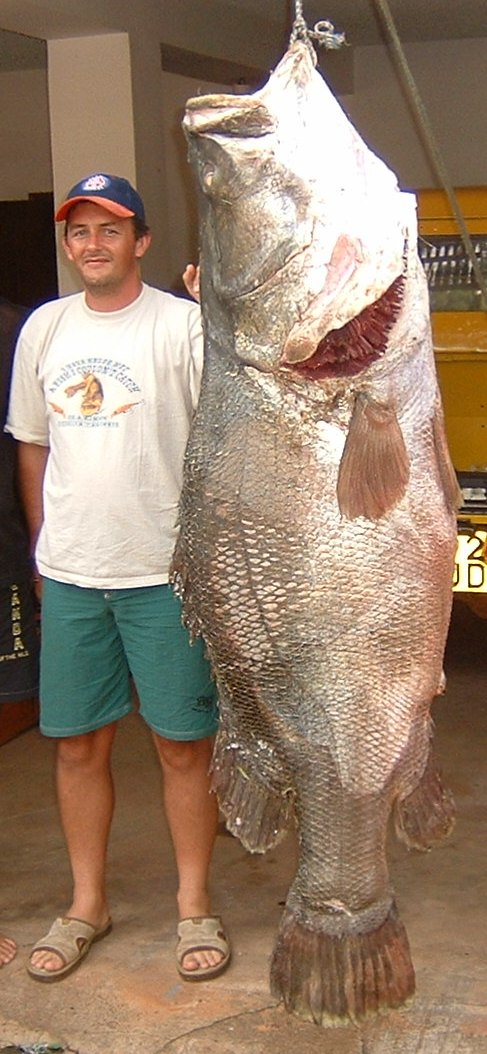
A képen látható nílusi sügér 140 kg tömegű és 180 cm hosszú

A nílusi sügérek (Lates) a sugarasúszójú halak (Actinopterygii) osztályának sügéralakúak (Perciformes) rendjébe, ezen belül a Latidae családjába tartozó nem. A névadó típusfaj nílusi sügér korábban olyan nagy tiszteletnek örvendett, hogy az ókori Egyiptomban szent állatnak tartották és bebalzsamozták.

## Előfordulásuk
A Lates fajok egyaránt megélnek az édesvízben és a sósvízben is. A sósvízi fajok az Indiai- és Nyugat-Csendes-óceánban találhatók meg, míg az édesvízi fajok Afrika folyóiban és tavaiban élnek. Egyes fajok a Nagy-hasadékvölgy endemikus élőlényei. A nílusi sügér (Lates niloticus) az afrikai Viktória-tóban és a Turkana-tóban inváziós fajnak számít. Ezek a halak fontos szerepet játszanak a népélelmezésben, valamint a sporthorgászok is szívesen fogják őket.
Az ókori sügérkultusz miatt az egyiptomi Isnā városát Nagy Sándor Latopolisznak nevezte, melyet a nílusi sügérnek adott Lates-névből képeztek és már a római hódoltság idejétől fogva használt volt. Az Isnā környékén folytatott ásatások alkalmával a várostól keletre elterülő romok közt több sügérmúmiát is feltártak. A balzsamozásuk módjából az állapítható meg, hogy a nílusi sügért nemcsak a régebbi dinasztiák idejében tisztelték, hanem a görög-római hódoltság ideje alatt is. A sügérmúmiák közt még összezsugorodott állapotban is akadnak nagyok, melyek 20–50 centiméteresek.

## Megjelenésük
E halak fajtól függően 30-200 centiméter hosszúak, a legnagyobbak elérik a 200 kilogrammos súlyt is. Az állatoknak a háta magas, hátúszójukat egy bevágás csaknem kettéosztja. Testük pikkelyes és aránylag nagy halpénzek fedik.

## Életmódjuk
A Lates-fajok sokféle élőhelyen megélnek. Általában ragadozó életmódot folytatnak, gerinctelenekkel és kisebb halakkal táplálkoznak, de fiatalabb példányaik a növényi eredetű táplálékot is hasznosítják. Jellemzően gyorsan növekednek és megfelelő körülmények között gyorsan szaporodnak.

## Rendszerezés
A nembe az alábbi 9 faj tartozik:
- Tanganyika sügér (Lates angustifrons) Boulenger, 1906
- Barramundi (Lates calcarifer) (Bloch, 1790)
- Japán sügér (Lates japonicus) Katayama & Taki, 1984
- Rudolf sügér (Lates longispinis) Worthington, 1932
- Albert sügér (Lates macrophthalmus) Worthington, 1929
- Nagyszemű sügér (Lates mariae) Steindachner, 1909
- Villásfarkú sügér (Lates microlepis) Boulenger, 1898
- Nílusi sügér (Lates niloticus) (Linnaeus, 1758) - típusfaj
- Karcsúsügér (Lates stappersii) (Boulenger, 1914)

## Galéria
|  |  |  |